# Bicchiero
Bicchiero war ein italienisches Volumenmaß für Flüssigkeiten und bei Öl ein Gewichtsmaß.

## Flüssigkeiten
- Neapel 1 Bicchiero = 0,242 Liter
- Neapel 3 Bicchiero = 1 Caraffa
- Sizilien 1 Bicchiero = 0,214913 Liter; gebräuchlich 0,21812 Liter
- Sizilien 4 Bicchiero = 1 Quartucci

## Gewichtsmaß
Als Ölmaß verwendete man Bicchiero auf Sizilien als Gewichtsmaß.
- 1 Bicchiero = 11,601 Lot (Preußen = 16,667 Gramm) = 193,35 Gramm